# Heinz Kempf
Heinz Kempf (* 2. Januar 1937) ist ein ehemaliger deutscher Fußballspieler.

## Karriere

### Vereine
Kempf gelangte 20-jährig zum 1. FC Nürnberg, für den er von 1957 bis 1959 keins der insgesamt 60 Saisonspiele in der Oberliga Süd bestritt.
Nach Saarbrücken gelangt, spielte er für den dort ansässigen SV Saar 05 Saarbrücken von 1959 bis 1963 in der Oberliga Südwest. Sein Debüt in der seinerzeit höchsten Spielklasse im westdeutschen Fußball gab er am 6. August 1961 (1. Spieltag) beim 3:1-Sieg im Heimspiel gegen den 1. FSV Mainz 05. In der Folgesaison betritt er mit zwölf Punktspielen die Hälfte der Anzahl aus der Vorsaison und spielte letztmals am 7. April 1963 (26. Spieltag) beim torlosen Unentschieden beim TuRa Ludwigshafen.

### Nationalmannschaft
In die DFB-Jugendauswahl „A“ berufen, nahm er mit ihr im Jahr 1955 am UEFA-Juniorenturnier in Italien teil. Sein Debüt als Nationalspieler gab er am 9. April in Pisa im Gruppenspiel gegen die Auswahl Portugals, gegen die das Spiel torlos endete. Sein Letztes Länderspiel fand in Florenz statt und wurde gegen die Auswahl des Gastgebers mit 0:1 verloren, was gleichbedeutend war mit dem Ausscheiden aus dem Turnier.

## Erfolge
- Teilnahme am UEFA-Juniorenturnier 1955